# Chapelle-Royale
Chapelle-Royale is een gemeente in het Franse departement Eure-et-Loir (regio Centre-Val de Loire) en telt 339 inwoners (1999). De plaats maakt deel uit van het arrondissement Nogent-le-Rotrou.

## Geografie
De oppervlakte van Chapelle-Royale bedraagt 9,9 km², de bevolkingsdichtheid is 34,2 inwoners per km².

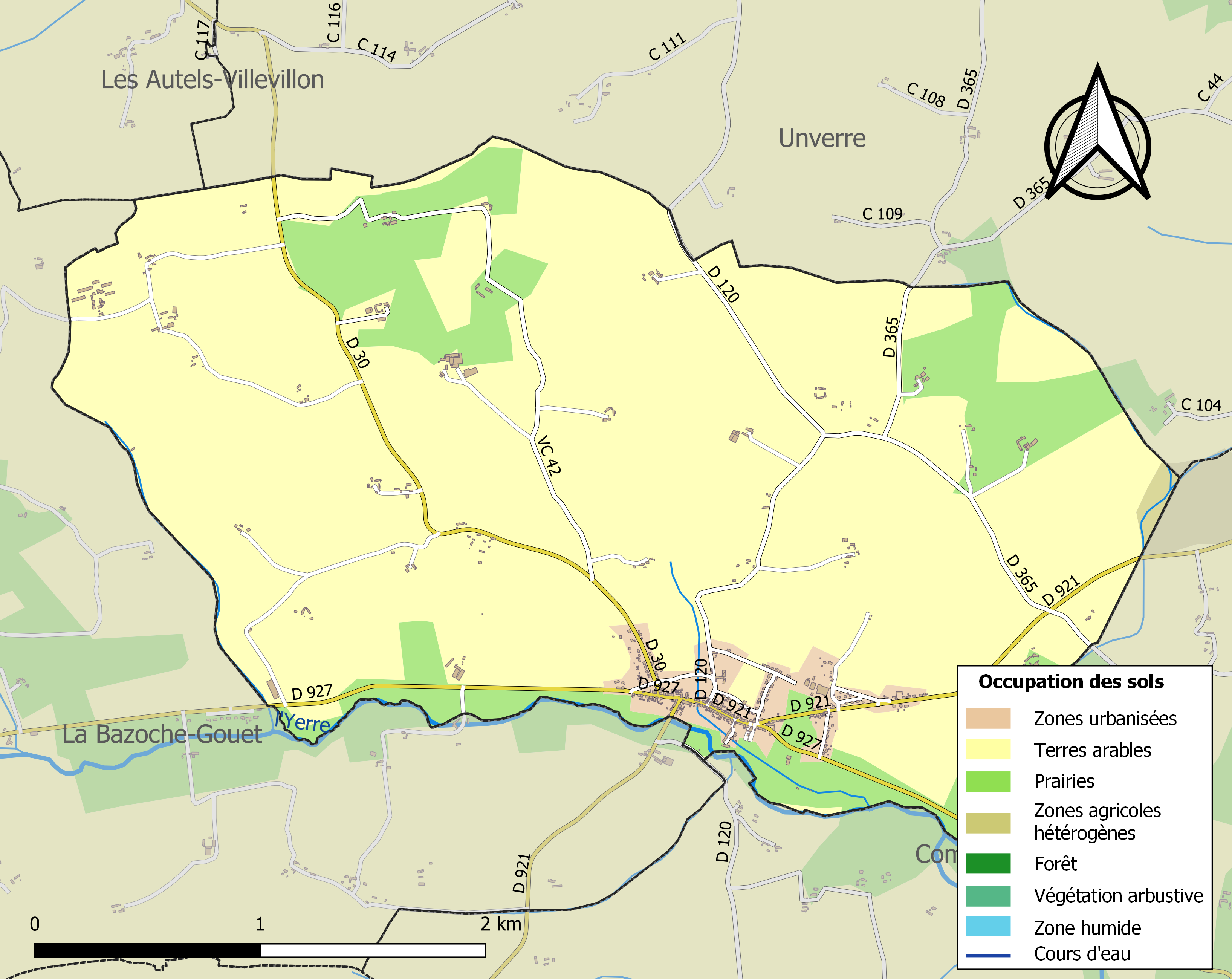
Kaart van de gemeente met de belangrijkste infrastructuur, bodemgebruik en omliggende gemeenten

## Demografie
Onderstaande figuur toont het verloop van het inwonertal (bron: INSEE-tellingen).